# Partito del Rinnovamento Sociale (Guinea-Bissau)
Il Partito del Rinnovamento Sociale (in portoghese: Partido da Renovação Social - PRS) è un partito politico guineense di orientamento social-liberale fondato nel 1992 da Kumba Ialá, già esponente del Partito Africano per l'Indipendenza della Guinea e di Capo Verde.

## Risultati
| Elezione          | Voti    | %     | Seggi    |
| ----------------- | ------- | ----- | -------- |
| Parlamentari 2008 | 115.755 | 25,21 | 28 / 100 |
| Parlamentari 2014 | 180.432 | 30,76 | 41 / 102 |
| Parlamentari 2019 | 127.104 | 21,10 | 21 / 102 |